# بال‌توریان سبز
بال‌توریان سبز (نام علمی: Chrysopidae) نام یک تیره از راسته بال‌توری‌سانان است.